# Nilson Costa
Nilson Costa (Sorocaba, 11 de setembro de 1939 - Sorocaba, 12 de julho de 2020) foi um humorista, roteirista e escritor brasileiro. Exerceu também a profissão de dentista.

## Biografia
Nilson faz parte da história do humor na televisão brasileira. Foi roteirista dos Trapalhões, do programa do Fofão e do Bronco, de Ronald Golias. Dentista por formação, profissão que exerceu durante 20 anos, a carreira de roteirista surgiu em sua vida por acaso e acabou se tornando sua grande paixão. Discípulo de Marcos César, pseudônimo de Ary Madureira Filho, foi com ele que Nilson aprendeu os macetes da profissão. O primeiro texto de Nilson foi escrito para Chico Anysio ler no Fantástico, veiculado aos domingos pela Rede Globo.   Nilson foi também colunista do jornal Diário de Sorocaba onde assinava as colunas de humor Domingo é Dia (juntamente com Marcos César e Peron) e Tic Tac, com o pseudônimo Nilkos, o Grego, e do Cruzeiro do Sul, matutino onde veiculava, às segundas-feiras, a coluna Mafagafos. Foi funcionário contratado pela Rede Globo e TV Bandeirantes e se orgulhava da oportunidade que teve de contribuir com os principais personagens que marcaram a cena humorística televisiva. Também desenvolveu voluntariamente para o Banco de Olhos de Sorocaba comerciais para ajudar nas doações de córneas, contando com participação igualmente voluntária de diversos artistas famosos na TV. 

## Carreira na TV
De 1984 a 1986, foi contratado pela Rede Globo, do Rio de Janeiro, como autor-roteirista do programa Os Trapalhões e também para colaborar com Marcos César nos textos que este escrevia para os monólogos que Chico Anysio dizia no Fantástico  e para a personagem "Salomé". De 1989 a 1993 foi contratado pela TV Bandeirantes, de São Paulo, como autor-roteirista do programa "Bronco", cujo personagem principal era o ator Ronald Golias. Na mesma ocasião, na mesma emissora, também escrevia o programa "TV Fofão", personagem de Orival Pessini.
Já de 1993 a 1996 foi contratado pela TV Metropolitana, de Sorocaba, para reformular sua programação e roteirizar alguns de seus programas. Em 1989, foi contratado pela Fofão Vídeos para escrever o programa "Fofão", exibido na TV Gazeta, de Curitiba.

## Atuação em agências de publicidade
De 1985 a 1987 foi contratado pela agência Braziltrade Mark, de São Paulo, como redator da agência, com diversas peças exibidas em todo o Brasil por redes nacionais de TV, jornais e revistas de renome.

## Atividades filantrópicas
Nilson Costa colaborou sempre, sem remuneração, com a Santa Casa de Misericórdia de Sorocaba e o Banco de Olhos de Sorocaba (BOS), quer criando comerciais para rádio ou TV ou anúncios para jornais, quer contatando artistas ou esportistas de renome. Assim, contatou e fez roteiros para Paulo Betti, Aracy Balabanian, Carlos Moreno (Bom Brill),Chico Anisyo, Rogério Cardoso (Rolando Lero), Cláudia Jimenez (dona Cacilda), Lug de Paula (Boneco), Lúcio Mauro (Vigário), Orlando Drummond (Peru), 3 do Rio e Maurício (seleção  de vôlei). Além disso, fez para os referidos hospitais, diversos roteiros institucionais ou de treinamentos.
Os vídeos institucionais, aliás, também marcaram a carreira de Nilson Costa, destacando-se um feito para gigante multinacional Asea Brown Boveri (1990) e principalmente outros dois feitos  para o governo federal do Brasil em 1992. Um destinado a atrair investimentos japoneses (Missão Kendaren) e outro para investimentos italianos (La Forza), sob encomenda da Casablanca Produções Post-Plus Finish House. 